# Lerista vittata
Espèce
Statut de conservation UICN

 CR  : 
En danger critique
Lerista vittata est une espèce de sauriens de la famille des Scincidae.

## Répartition

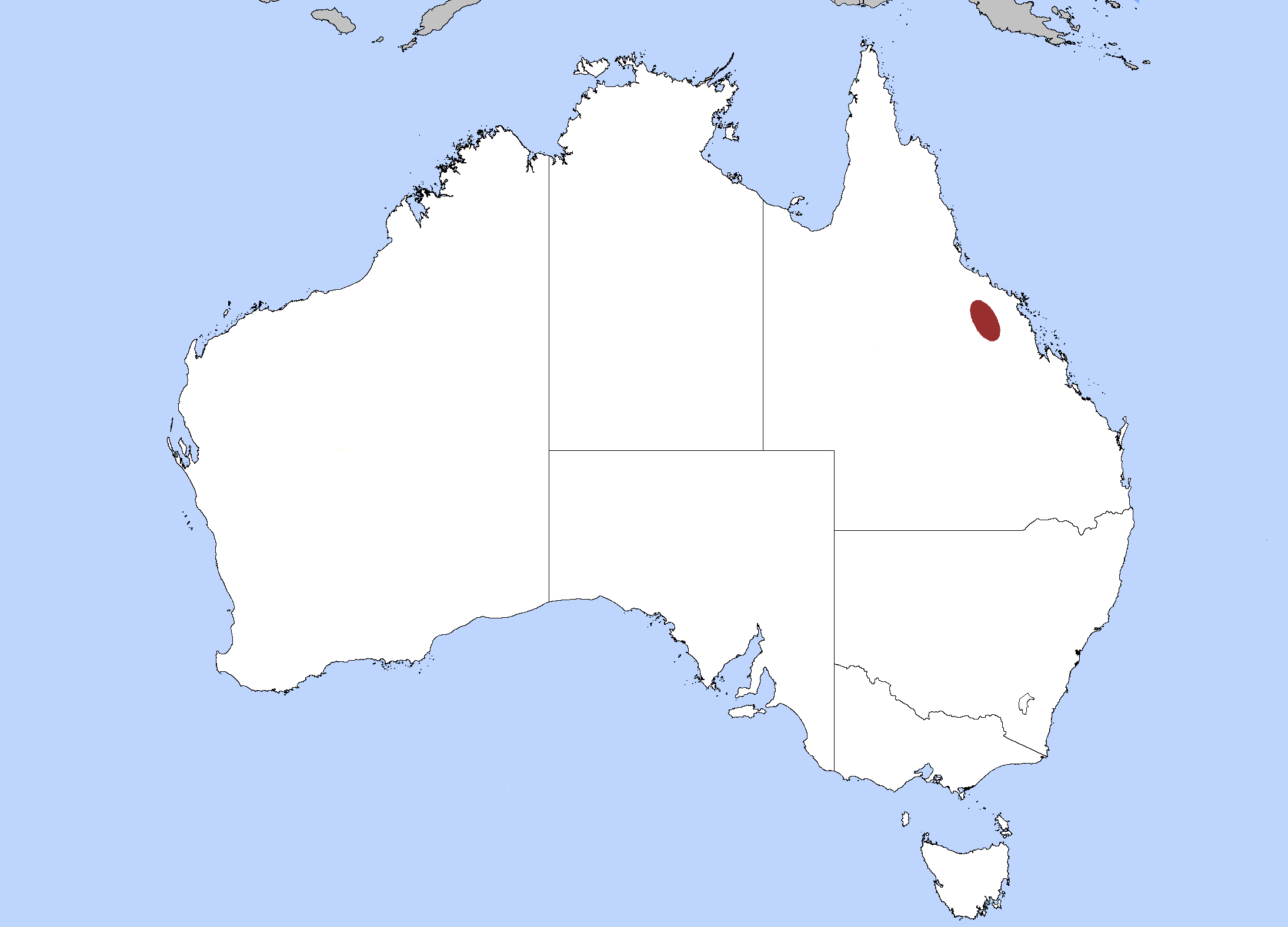
Répartition de l'espèce en Australie.

Cette espèce est endémique du Queensland en Australie.

## Publication originale
- Greer, McDonald & Lawrie, 1983 : Three new species of Lerista (Scincidae) from northern Queensland with a diagnosis of the wilkinsi species group. Journal of Herpetology, vol. 17, no 2, p. 247-255 (texte intégral).